# Petra Wellenstein
Petra Wellenstein (* 3. März 1961 in Freiburg, Deutschland) ist eine deutsche Kostümbildnerin und Inhaberin eines Kostümfundus aus Berlin.

## Leben und Werk
Nach ihrer Mitarbeit im „20th Century Props“-Fundus in London absolvierte Wellenstein 1980/81 eine Ausbildung zur Schneiderin in München. 1981 folgte eine Ausbildung zur Schnittmeisterin. Danach beschäftigte sie sich mit dem  Entwurf und der Herstellung eigener Damen- und Herrenkollektionen. Wellenstein arbeitet seit den 1990er Jahren für nationale und internationale Film- und Fernsehproduktionen, u. a. für Die Bourne Verschwörung (2004) und Black Death (2010), außerdem hat sie eigene Kollektionen entworfen.

## Filmografie
- 1988: Der gelbe Fluss (Fernsehserie)
- 1988: Der Weg zum Ruhm
- 1988: Europa und der zweite Apfel (Garderobiere)
- 1991–1993: Karfunkel (Fernsehserie)
- 1996: Abbuzze! Der Badesalz-Film
- 1996: Ein Mord auf dem Konto
- 1998: Babyhandel Berlin – Jenseits aller Skrupel
- 1999: Gestern ist nie vorbei
- 2003: Ein Schiff wird kommen
- 2004: Die Bourne Verschwörung
- 2005: Flightplan – Ohne jede Spur
- 2006: V wie Vendetta
- 2006: Eine Robbe zum Verlieben
- 2007: Ich heirate meine Frau
- 2007: Die Entführung
- 2007: Eine Robbe und das große Glück
- 2008: Fast Track: No Limits
- 2008: Gefühlte XXS – Vollschlank & frisch verliebt
- 2010: Black Death
- 2011: Das schlafende Mädchen
- 2011: Die geerbte Familie
- 2011: Mein Bruder, sein Erbe und ich